# آلساندرو کوتلو
آلساندرو کوتُلو (ایتالیایی: Alessandro Cutolo؛ ‏ ۲۸ مارس ۱۸۹۹ – ۱۴ مارس ۱۹۹۵) مجری تلویزیون، بازیگر و تاریخ‌نگار اهل ایتالیا بود.
از فیلم‌هایی که وی در آن نقش داشته‌است، می‌توان به هیجان اشاره کرد.